# Aenictus annae
Aenictus annae är en myrart som beskrevs av Auguste-Henri Forel 1911. Aenictus annae ingår i släktet Aenictus och familjen myror. Inga underarter finns listade i Catalogue of Life.